# Zenith Data Systems Z-171 PC
Zenith Data Systems Z-171 PC (Z-171 PC) је био преносиви рачунар фирме Zenith Data Systems који је почео да се производи у САД током 1985. године.
Користио је Intel 80C88 микропроцесорску јединицу а RAM меморија рачунара је имала капацитет од 256 KB (640 KB највише). 
Као оперативни систем кориштен је MS-DOS.

## Детаљни подаци
Детаљнији подаци о рачунару Z-171 PC су дати у табели испод.
|                       | |
| [ 1 ]                 | |
| Произвођач            | |
| Тип                   | преносиви рачунар                                                                                       |
| Меморија              | 256 (640 највише)                                                                                       |
| Поријекло             | Сједињене Америчке Државе                                                                               |
| Година                | 1985 |
| Тастатура             | тастатура са пуним помаком тастера. 76 механичкаих тастера и 14 функцијских тастера осјетљивих на додир |
| Процесор              | |
| Фреквенција процесора | 4,77 |
| RAM                   | 256 (640 највише)                                                                                       |
| ROM                   | непознато                                                                                               |
| Текст                 | 80 x 25                                                                                                 |
| Графика               | 640 x 200 (CGA)                                                                                         |
| Боја                  | монохроматски показивач са текућим кристалом                                                            |
| Звук                  | 80 Ohm, 2-инчни уграђени звучник                                                                        |
| Димензије             | 32,5 (ширина) x 25,1 (висина) x 14,1 (дубина) cm. Тежина: 6 .                                             |
| Портови               | |
| Оперативни систем     | |